# 테오도르 루소

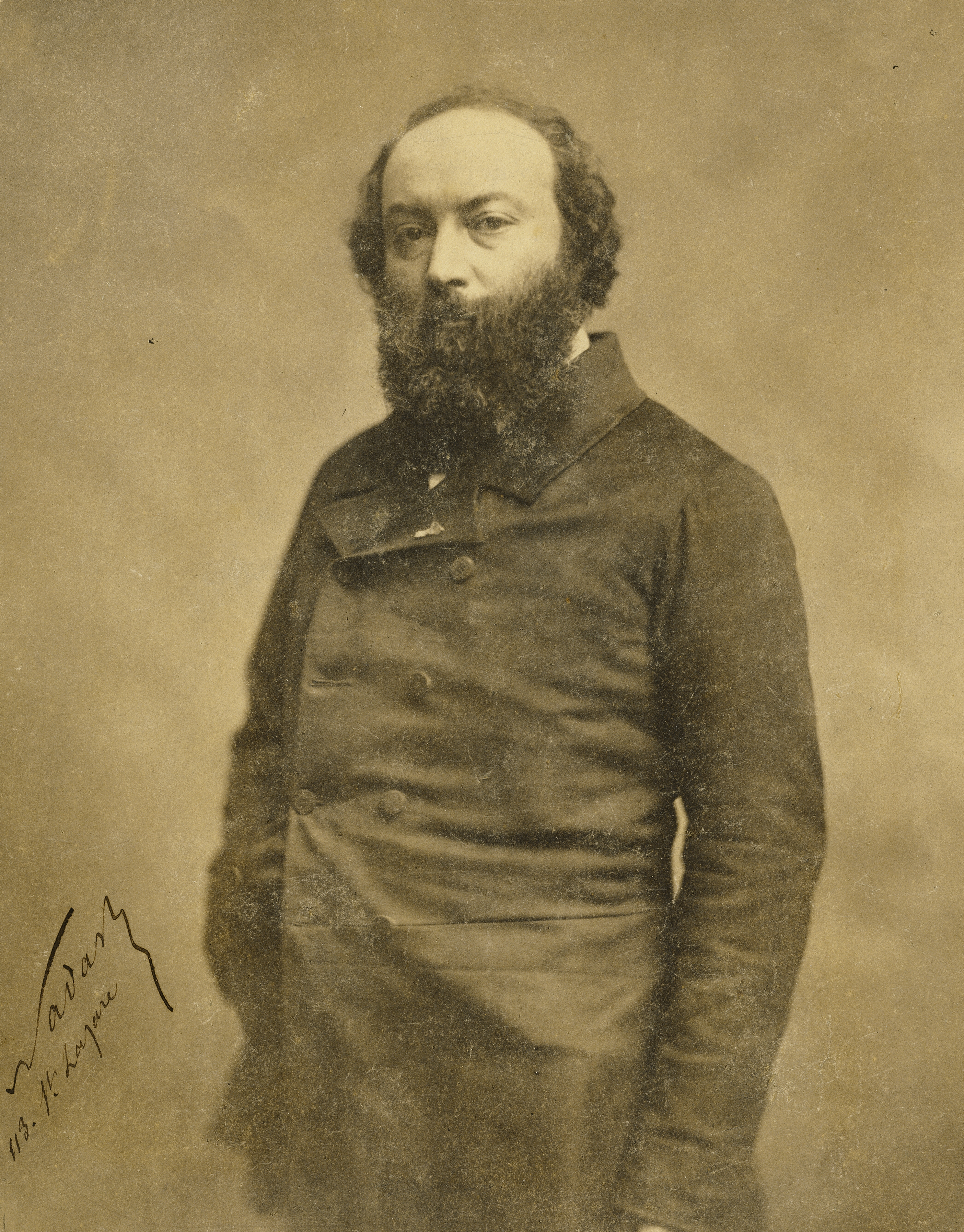

테오도르 루소(Étienne Pierre Théodore Rousseau, 1812년 4월 15일 ~ 1867년 12월 22일)는 프랑스의 바르비종파 화가이다.
루소는 프랑스 파리에서 태어났으며 유년 시절에 백부를 따라서 쥐라의 어느 산지(山地)에 갔는데 자연의 장대한 박력은 그의 운명을 결정지었다.
루소는 네덜란드파의 풍경화에 마음이 끌렸는데, 자연 속에서 추구하는 것은 자연의 야성적인 어떤 힘이었다. 그것을 정열적으로 그려서 격렬한 충동을 품게 하는데 그것은 당시 살롱의 경향에 반대하여, 루소는 1835년에 살롱에 낙선하고부터는 퐁텐블로의 수풀에 인접한 바르비종 마을에 머물렀다. 그 살롱에는 반드시 연속하여 낙선되는데, 그는 프랑스 각지를 찾아다닌 외에는 바르비종에서 완전한 은둔생활 속에서 제작했다.
그러나 1848년 혁명은 형세(形勢)를 바꾸어, 이듬해 살롱에는 다수의 작품이 나란히 전시되어, 정부로부터 <퐁텐블로 수풀의 출구(出口)> 제작을 의뢰받았으며 이어서 1855년 만국 박람회에서는 압도적인 명성으로 보답되었다. 작품에는 <밤나무의 가로수 길>과 그 밖의 것이 있는데, 루소는 나무의 묘사에 탁월하고, 나무를 건축처럼 관찰하여 묘사하는 자연은 거대한 성격과 깊은 진실을 나타내고 있다.